# Brant Houston
Brant Houston (7 gennaio ...) è un giornalista e docente statunitense.
Insegna presso la scuola di giornalismo dell'Università dell'Illinois.

## Biografia
È stato cronista di quotidiani per 17 anni, occupandosi soprattutto di inchieste, nelle quali utilizzava la statistica e le tecniche della metodologia della ricerca sociale per raccogliere informazioni. Nel 1982 faceva parte della redazione del Kansas City Star che ha vinto il premio Pulitzer per gli articoli sul disastro del Hyatt Regency Hotel. Lasciata la professione giornalistica a tempo pieno, ha cominciato ad insegnare le tecniche del giornalismo di precisione all'Università del Missouri, è stato eletto alla direzione dell'IRE (Investigative Reporters and Editors), carica che ha mantenuto per dieci anni, e guida la Fondazione Knight. Dal 2000 insegna giornalismo all'Università dell'Illinois e dirige Investigative News Network e Global Investigative Journalism Network.

## Opere
- (EN)  Computer-Assisted Reporting: A Practical Guide
- (EN)  The Investigative Reporter's Handbook